# غامسبيرغ
غامسبيرغ (بالإنجليزية: Gamsberg)‏ هو أحد جبال سلسلة جبال الألب أبينزيل ويقع في كانتون سانت غالن في سويسرا. يحتل المرتبة رقم 337 في قائمة جبال سويسرا من حيث الارتفاع، إذ يبلغ ارتفاعه حوالي 2385 متر، بينما يبلغ ارتفاع نتوء الجبل 1358 متر.